# 김천시·금릉군·상주군
김천시·금릉군·상주군은 대한민국의 옛 국회의원 선거구이다. 당시 경상북도 김천시, 금릉군, 상주군 지역을 관할했다.

## 역사
제9대 국회의원 선거를 앞두고 김천시·금릉군 선거구와 상주군 선거구가 통합되면서 신설되었다.
1986년 1월, 상주군 상주읍·내서면 일부(연원리·남장리)·외서면 일부(남적리)가 상주시로 승격되었다. 제13대 국회의원 선거를 앞두고 소선거구제가 실시됨에 따라 김천시·금릉군 선거구와 상주시·상주군 선거구로 각각 분리되면서 폐지되었다.

## 역대 국회의원
| 선거   | 정당 | 정당       | 1위 의원 | 정당 | 정당       | 2위 의원 |
| ------ | ---- | ---------- | -------- | ---- | ---------- | -------- |
| 1973년 |      | 무소속     | 김윤하   |      | 민주공화당 | 백남억   |
| 1978년 |      | 무소속     | 박정수   |      | 무소속     | 정휘동   |
| 1981년 |      | 무소속     | 박정수   |      | 민주정의당 | 정휘동   |
| 1985년 |      | 민주정의당 | 김상구   |      | 신한민주당 | 이재옥   |

## 역대 선거 결과

### 대한민국 제9대 국회의원 선거
|  | 28.55% |

|  | 25.49% |

|  | 14.61% |

|  | 11.63% |

|  | 7.95% |

|  | 6.83% |

|  | 4.91% |

### 대한민국 제10대 국회의원 선거
|  | 23.98% |

|  | 23.51% |

|  | 19.48% |

|  | 17.78% |

|  | 8.36% |

|  | 3.77% |

|  | 3.09% |

### 대한민국 제11대 국회의원 선거
|  | 28.23% |

|  | 26.06% |

|  | 14.20% |

|  | 12.46% |

|  | 11.93% |

|  | 3.76% |

|  | 3.32% |

### 대한민국 제12대 국회의원 선거
|  | 49.33% |

|  | 17.04% |

|  | 15.84% |

|  | 12.04% |

|  | 5.73% |